# رونگالیت
رونگالیت (به انگلیسی: Rongalite) با فرمول شیمیایی CH۳NaO۳S یک ترکیب شیمیایی با شناسه پاب‌کم ۸۹۹۹ است. که جرم مولی آن 118.10 g/mol
154.14 g/mol, dihydrate می‌باشد. شکل ظاهری این ترکیب، بلورهای بی‌رنگ است.